# Сибич
Сибич (хорв. Sibić) — населений пункт у Хорватії, в Сисацько-Мославинській жупанії у складі міста Петриня.

## Населення
Населення за даними перепису 2011 року становило 67 осіб.
Динаміка чисельності населення поселення:

## Клімат
Середня річна температура становить 10,71 °C, середня максимальна – 25,12 °C, а середня мінімальна – -6,21 °C. Середня річна кількість опадів – 987 мм.
| Клімат поселення                              | Клімат поселення | Клімат поселення | Клімат поселення | Клімат поселення | Клімат поселення | Клімат поселення | Клімат поселення | Клімат поселення | Клімат поселення | Клімат поселення | Клімат поселення | Клімат поселення | Клімат поселення |
| Показник                                      | Січ.             | Лют.             | Бер.             | Квіт.            | Трав.            | Черв.            | Лип.             | Серп.            | Вер.             | Жовт.            | Лист.            | Груд.            |                  |
| Середній максимум, °C                         | 6,69             | 8,66             | 13,16            | 17,41            | 22,02            | 25,12            | 24,27            | 23,59            | 19,98            | 15,05            | 9,35             | 5,24             |                  |
| Середня температура, °C                       | 0,24             | 2,21             | 6,71             | 10,95            | 15,56            | 18,68            | 20,38            | 19,71            | 16,09            | 11,16            | 5,47             | 1,34             |                  |
| Середній мінімум, °C                          | −6,21            | −4,24            | 0,27             | 4,51             | 9,11             | 12,24            | 16,51            | 15,82            | 12,22            | 7,28             | 1,58             | −2,54            |                  |
| Норма опадів, мм                              | 61               | 59               | 68               | 82               | 84               | 95               | 88               | 90               | 90               | 94               | 99               | 77               |                  |
| Середньомісячна швидкість вітру, м/с          | 1.71             | 1.90             | 2.30             | 2.20             | 2.00             | 1.80             | 1.80             | 1.64             | 1.61             | 1.70             | 1.79             | 1.79             |                  |
| Середньомісячна сонячна радіація, кДж/м²·день | 4251             | 7039             | 10654            | 15086            | 19396            | 21374            | 22492            | 19558            | 14458            | 8951             | 4744             | 3482             |                  |
| --------------------------------------------- | ---------------- | ---------------- | ---------------- | ---------------- | ---------------- | ---------------- | ---------------- | ---------------- | ---------------- | ---------------- | ---------------- | ---------------- | ---------------- |
| Джерело:                                      |                  |                  |                  |                  |                  |                  |                  |                  |                  |                  |                  |                  |                  |